# Josephine Gill
Pour les articles homonymes, voir Gill.
Josephine Gill, née Eckert le 22 décembre 1921 à Nuremberg, en Allemagne, et morte le 6 février 2006 à Mansfield, dans l’état de l’Ohio, est un auteur américain de roman policier.

## Biographie
Ses parents émigrent au Canada et elle fait des études pré-universitaires à Ottawa. En 1944, elle obtient un diplôme en littérature anglaise de l’Université du Michigan, puis enseigne pendant plusieurs années à l’Université du Missouri.
Sa brève carrière littéraire  se résume à la publication de deux romans policiers dans les années 1950. Dans Coup de tonnerre (1959), le juge Weygand meurt d'une soi-disant attaque cardiaque après avoir bu un verre de whisky lors d'une fête organisée dans une petite ville du nord de l'état de New York. Peu après, la veuve Weygand est tuée par balle avant d'avoir fait part de ses soupçons à son frère Jack Ayres de retour depuis peu du Venezuela. Ce dernier, avec l'aide de la police et d'un jeune avocat, entreprend dès lors de faire toute la lumière sur ce double assassinat.

## Œuvre

### Romans policiers
- The House That Died (1955)
- Dead of Summer (1959) Publié en français sous le titre Coup de tonnerre, Paris, Librairie des Champs-Élysées, Le Masque no 678, 1960

## Sources
- Jacques Baudou et Jean-Jacques Schleret, Le Vrai Visage du Masque, vol. 1, Paris, Futuropolis, 1984, 476 p. (OCLC 311506692), p. 220.